# Félix Aulois
Félix Aulois est un homme politique français né le 12 juin 1893 à Lyon (Rhône) et mort le 3 janvier 1957 dans le 8e arrondissement de Paris.

## Biographie
Avocat, il est un grand blessé de la Première Guerre mondiale (blessé par balle le 28 août 1914 à Saint-Dié, le 19 novembre 1917 à butte du Mesnil, le 16 février et le 1er août 1918). Il réside 2 avenue Hoche à Paris à partir de 1923. Il est député non inscrit de la Nièvre de 1932 à 1936. En 1939, il se réengage et est très gravement blessé le 15 mai 1940 à Chamery dans les Ardennes, où il est amputé d'un bras. Nommé maire de Gueugnon, il entre dans la Résistance. Arrêté, il est déporté à Neuengamme. Décoré de l'ordre de la Francisque et grand croix de la légion d'honneur, il devient président de la société de téléphone Ericsson pour la France.

## Distinctions
- Croix de guerre 1914-1918, étoile d'argent
- Croix de guerre 1939-1945
- Ordre de la Francisque
- Grand-croix de la Légion d'honneur (1953)